# Рехингер, Карл Хайнц
Карл Хайнц Рехингер (нем. Karl Heinz Rechinger; 16 октября 1906, Вена — 30 декабря 1998, Вена) — австрийский ботаник, профессор ботанической систематики и фитогеографии. Сын Карла Рехингера (1867—1952), австрийского ботаника, исследователя флоры Океании.

## Биография
Карл Хайнц Рехингер родился в Вене 16 октября 1906 года. Внёс значительный вклад в ботанику, описав множество видов растений. Карл Хайнц Рехингер был профессором Австрийской академии наук. Он был профессором ботанической систематики и фитогеографии. Карл Хайнц Рехингер умер в Вене 30 декабря 1998 года.

## Научная деятельность
Карл Хайнц Рехингер специализировался на папоротниковидных, водорослях и семенных растениях.

## Научные работы
- Phytogeographia Aegaea. 1953.
- Flora Aegaea. 1943, Supplementum 1949.
- Flora von Euboea, Flora of Lowland Iraq. 1964.
- Flora der Insel Kythera. 1967 (совместно с Вернером Гройтером).